# 983年斯拉夫人叛乱
斯拉夫人叛乱爆发于983年，此时生活在現代德國東北部易北河以東的波拉比亞斯拉夫人、文德人、劳西茨人和奧博特人部落起兵反抗奧托王朝治下德意志人對斯拉夫土地的統治，並拒絕在奧托一世皇帝的統治下進行基督教化。
981年，斯拉夫人使徒馬格德堡的阿達爾伯特大主教去世，他的繼任者吉希爾赫不得不與馬格德堡教会分會的反对作鬥爭。他得到了皇帝奧托二世的支持，然而，奥托此时正在北意大利出征，在那裡他在982年的斯蒂洛戰役中慘敗於西西里卡爾比德人，並於次年去世。他留下了小兒子奧托三世，由在勃艮第的阿德萊德和妻子赛奥法诺照顾。
當神聖羅馬帝國內部存在分歧時，以劳西茨人為首的斯拉夫勢力起義並驅逐了帝國的政治和宗教代表。從雷斯拉的斯拉夫聖地開始，983年6月29日的哈維爾貝格主教席位被佔領和掠奪。三天后，勃蘭登堡被佔領和掠奪。根據當代編年史家梅瑟堡的蒂特馬爾的說法，奧博特人加入了劳西茨人，摧毀了奧爾登堡主教區卡爾貝的聖勞倫斯修道院，甚至襲擊了漢堡。
匆忙集結的萨克森軍隊只能將斯拉夫人阻截易北河後面。北方边疆区和比隆斯边疆区丟失了。劳西茨边疆区的進軍以及南部的蔡茨邊區、邁森邊區與梅澤堡邊區的相鄰边疆区沒有參加起義。